# Jonas Dobler
Jonas Dobler, né le 4 mai 1991 à Tegernsee, est un fondeur allemand, spécialiste des courses de distance.

## Biographie
Il est actif dans les compétitions de la FIS depuis 2007 et a participé à sa première épreuve de Coupe du monde en 2011.
Aux Championnats du monde junior 2011, à Otepää, il arrive deux fois quatrième, sur le dix kilomètres libre et le relais.
En 2012, il gagne sa première manche dans la Coupe OPA, un skiathlon organisé à Zwiesel. Il se quatrième du classement général de cette compétition l'hiver suivant. Lors de la saison 2012-2013, il marque aussi ses premiers points pour la Coupe du monde avec une 27e place sur la poursuite à Kuusamo (Nordic Opening). Il s'illustre ensuite en sprint à Oberhof avec une 14e place.
En 2014-2015, il finit seizième du Tour de ski, avant de courir ses premiers championnats du monde, où il est 27e du skiathlon, 31e du quinze kilomètres libre et septième du relais. La saison suivante, son meilleur résultat est onzième sur le dix kilomètres libre de Toblach, étape du Tour de ski ; il y signe son meilleur classement général par saison avec le 26e rang.
En 2018, il reçoit sa première sélection pour les Jeux olympiques à Pyeongchang, terminant 22e du skiathlon et sixième du relais, tandis qu'il n'achève pas le cinquante kilomètres.
En décembre 2018, lors du Nordic Opening à Lillehammer, il signe son premier top dix dans l'élite avec le sixième temps de la poursuite sur quinze kilomètres en style classique. Aux Championnats du monde 2019, à Seefeld, l'Allemand enregistre sa meilleure performance personnelle lors de mondiaux avec une 17e place lors du cinquante kilomètres libre.

## Palmarès

### Jeux olympiques d'hiver
| Épreuve / Édition   | Sprint                           | Sprint    | 15 km | 15 km                            | Skiathlon 2 × 15 km | 50 km | Relais | Relais    |
| Épreuve / Édition   | libre                            | classique | libre | classique                        | Skiathlon 2 × 15 km | 50 km | Sprint | 4 × 10 km |
| JO 2018 Pyeongchang | Épreuve inexistante à cette date | —         | —     | Épreuve inexistante à cette date | 22e                 | DNF   | —      | 6e        |

Légende :
- : pas d'épreuve
- — : Non disputée par Dobler
- DNF : abandon

### Championnats du monde
| Épreuve / Édition        | Sprint                           | Sprint                           | 15 km                            | 15 km                            | Skiathlon 2 × 15 km | 50 km | Relais | Relais                    |
| Épreuve / Édition        | libre                            | classique                        | libre                            | classique                        | Skiathlon 2 × 15 km | 50 km | Sprint | 4 × 10 km                 |
| Mondiaux 2015 Falun      | Épreuve inexistante à cette date | —                                | 31e                              | Épreuve inexistante à cette date | 27e                 | —     | —      | 7e                        |
| Mondiaux 2017 Lahti      | —                                | Épreuve inexistante à cette date | Épreuve inexistante à cette date | 26e                              | 21e                 | 24e   | —      | —                         |
| Mondiaux 2019 Seefeld    | —                                | Épreuve inexistante à cette date | Épreuve inexistante à cette date | 25e                              | —                   | 17e   | —      | 6e                        |
| Mondiaux 2021 Oberstdorf | Épreuve inexistante à cette date | —                                | 23e                              | Épreuve inexistante à cette date | 36e                 | 19e   | —      | 7e                        |
| Mondiaux 2023 Planica    | Épreuve inexistante à cette date |                                  |                                  |                                  |                     |       |        | Médaille de bronze, monde |

Légende :
- : pas d'épreuve
- — : Non disputée par Dobler
- DNF : abandon

### Coupe du monde
- Meilleur classement général : 27e en 2016.
- Meilleur résultat individuel : 6e.

| Saison / Épreuve | Saison / Épreuve | Général | Général | Distance | Distance | Sprint | Sprint |         | Tour de ski depuis 2007          | Finales depuis 2008 | Nordic Opening depuis 2011       | Ski Tour Canada depuis 2016 |
| Saison / Épreuve | Saison / Épreuve | Class.  | Points  | Class.   | Points   | Class. | Points |         | Tour de ski depuis 2007          | Finales depuis 2008 | Nordic Opening depuis 2011       | Ski Tour Canada depuis 2016 |
| ---------------- | ---------------- | ------- | ------- | -------- | -------- | ------ | ------ | ------- | -------------------------------- | ------------------- | -------------------------------- | --------------------------- |
| 2014             | 2014             | 63e     | 94      | 63e      | 36       | 68e    | 18     | 21e     | -                                | 48e                 | Épreuve inexistante à cette date |                             |
| 2015             | 2015             | 52e     | 119     | 47e      | 63       | -      | -      | 17e     | Épreuve inexistante à cette date | 38e                 | Épreuve inexistante à cette date |                             |
| 2016             | 2016             | 27e     | 295     | 23e      | 201      | -      | -      | 16e     | Épreuve inexistante à cette date | 24e                 | 25e                              |                             |
| 2017             | 2017             | 112e    | 22      | 72e      | 22       | -      | -      | Abandon | 33e                              | -                   | Épreuve inexistante à cette date |                             |
| 2018             | 2018             | 60e     | 86      | 46e      | 54       | -      | -      | 23e     | 39e                              | 38e                 | Épreuve inexistante à cette date |                             |
| 2019             | 2019             | 57e     | 103     | 38e      | 83       | -      | -      | 26e     | 35e                              | 31e                 | Épreuve inexistante à cette date |                             |
| 2020             | 2020             | 54e     | 103     | 34e      | 103      | -      | -      | Abandon | -                                | 33e                 | Épreuve inexistante à cette date |                             |
| 2021             | 2021             | 41e     | 144     | 29e      | 104      | -      | -      | 21e     | Épreuve inexistante à cette date | -                   | Épreuve inexistante à cette date |                             |

### Coupe OPA
- 4e du classement général en 2013.
- 7 podiums, dont 2 victoires.